# Die Antwoord
Die Antwoord (en afrikaans: La resposta) és un grup de rap-rave sud-africà amb un estil basat en el moviment contracultural sud-africà Zef.
Els vocalistes són Ninja i Yo-Landi Vi$$er. DJ Hi-Tek és considerat com el tercer membre del grup, encara que el grup barreja realitat amb elements fantàstics per donar un efecte artístic i no permetre saber si el DJ Hi-Tek és una persona real o un personatge interpretat per diferents músics i actors. L'aparença física de DJ Hi-Tek canvia segons els vídeos, incloent el seu origen ètnic.
El 2022, el fill adoptiu de Ninja i Yolandi, Gabriel "Tokkie" du Preez, els va acusar de maltractaments, agressions sexuals i esclavitud contra ell i la seva germana Meisie en un vídeo publicat a Youtube.

## Antecedents i estil
El vocalista Ninja ja era prèviament conegut en el món del hip-hop sud-africà, en ser membre de diferents grups com The Original Evergreens, MaxNormal.TV i The Constructus Corporation. Ninja va explicar a Rolling Stone que abans de formar part de Die Antwoord va estar experimentant i provant per trobar el seu estil.
L'estil musical i visual de Die Antwoord incorpora elements de la cultura sud-africana zef, descrita com a moderna i trash. La seva música, on predomina l'anglès, sovint també incorpora lletra en afrikaans i xosa.

## Discografia
Àlbums
- 2009 $O$ (en format MP3, àlbum autoeditat)
- 2010 $O$ (edició revisada) (en CD, àlbum editat per Cherrytree Records)[8]
- 2012 Ten$Ion[9]
- 2014 Donker Mag (editat per Zef Records en MP3, CD i vinil)

Mixtapes
- 2016 Suck on this[10]

Senzills en EP
- 2010 5 (CD, EP, Cherrytree Records)
- 2010 Ekstra (CD, EP, Cherrytree Records)

Altres senzills
| Any  | Títol                       | Àlbum      |
| ---- | --------------------------- | ---------- |
| 2009 | "Wat Pomp" (amb Jack Parow) | $O$        |
| 2009 | "Beat Boy"                  | $O$        |
| 2010 | "Enter the Ninja"           | 5          |
| 2010 | "Fish Paste"                | 5          |
| 2010 | "Evil Boy" (feat. Wanga)    | $O$        |
| 2011 | "Rich Bitch"                | $O$        |
| 2011 | "Fok Julle Naaiers"         | Ten$ion    |
| 2012 | "I Fink U Freeky"           | Ten$ion    |
| 2012 | "Baby's on Fire"            | Ten$ion    |
| 2012 | "Fatty Boom Boom"           | Ten$ion    |
| 2012 | "XP€N$IV $H1T"              | —          |
| 2013 | "Cookie Thumper!"           | Donker Mag |
| 2014 | "Pitbull Terrier"           | Donker Mag |